# Vladimir Volodenkov
Vladimir Vladimirovitj Volodenkov (på russisk: Владимир Владимирович Володенков) (født 25. april 1972 i Leningrad, Sovjetunionen) er en russisk tidligere roer.
Volodenkov var en del af den russiske otter, der vandt en bronzemedalje ved OL 1996 i Atlanta. Pavel Melnikov, Andrej Glukhov, Anton Tjermasjentsev, Vladimir Sokolov, Nikolaj Aksjonov, Dmitrij Rozinkevitj, Sergej Matvejev, Roman Montjenko og styrmand Aleksandr Lukjanov udgjorde resten af besætningen. Han deltog også ved både OL 2000 i Sydney og OL 2004 i Athen.
Volodenkov vandt desuden en VM-bronzemedalje i otter ved VM 1999 i Canada og en EM-sølvmedalje i samme disciplin ved EM 2008 i Grækenland.

## OL-medaljer
- 1996:  Bronze i otter